# Cirratulus tentaculata
Cirratulus tentaculata är en ringmaskart som först beskrevs av Montagu 1808.  Cirratulus tentaculata ingår i släktet Cirratulus och familjen Cirratulidae. Inga underarter finns listade i Catalogue of Life.